# Chris Mazdzer
Chris Mazdzer (født 26. juni 1988 i Pittsfield, Massachusetts) er en amerikansk kælker. 
Han blev nummer fire i singlekonkurrencen i VM i 2009 i Lake Placid, USA. 
Han deltog i Vinter-OL 2010 og 2014. 
Han vandt sølv under vinter-OL 2018 i singlekonkurrencen for mænd.